# Tygr sumaterský
Tygr sumaterský, též tygr sumatránský (Panthera tigris sumatrae) je nejmenší žijící poddruh tygra. Jde o vrcholového predátora, který se živí především různými kopytníky. Je endemitem ostrova Sumatra v Indonésii. Šelma je podle norem IUCN vedena jako kriticky ohrožená a její stavy ve volné přírodě čítají jen několik set kusů. Hlavním nebezpečím pro ní je úbytek životního prostředí a nelegální lov kvůli kůži, kostem a orgánům.

## Taxonomie a popis
Tygra sumaterského vyčlenil v roce 1929 jako poddruh britský zoolog Reginald I. Pocock. Stalo se tak na základě stavby lebky, barvy srsti a tvaru a hustoty pruhování. V roce 2017 byla provedena taxonomická revize kočkovitých šelem a tygr sumaterský v ní byl zbaven statusu poddruhu a zařazen do poddruhu Panthera tigris sondaica spolu s tygrem jávským a balijským jako regionální populace (formy). Tygr sumaterský jako jediný z nich dosud nevyhynul.
Tygr sumaterský (spolu s tygrem malajským) je nejmenším žijícím poddruhem. Velikostí odpovídá vyhynulému tygru jávskému. Srst je poměrně dlouhá a má hnědooranžovou barvu. Černé pruhy jsou středně široké a hustě naskládané vedle sebe. Tvarem, rozmístěním a hustotou pruhů se podobá vyhubenému tygru balijskému, je však světlejší. Zvláště samci mají velmi výrazné licousy, které připomínají malou hřívu.
- hmotnost samců: 100–140 kg
- hmotnost samic: 75–110 kg
- délka těla samců (i s ocasem): 220–255 cm
- délka těla samic (i s ocasem): 215–230 cm
- délka hlavy se pohybuje od 26,3 cm (malé samice) do 33,5 cm (velcí samci)[4]

## Rozšíření, početnost
Tygr sumaterský obývá pouze indonéský ostrov Sumatra. Jeho stavy v přírodě se dají jen těžko odhadnout, zřejmě se pohybují mezi 342–679 zvířaty. Koncem 70. let šlo ještě o více než 1000 jedinců. Naprostá většina tygrů žije ve 12 oblastech, které mají celkovou rozlohu 58 000 km². Největší množství jednotlivé tygří populace je v Kerinci Seblat National Park ve střední Sumatře, kde žije 165–190 jedinců. V poslední době proběhlo několik výzkumů, které mapovaly přítomnost tygra v různých typech prostředí. Podle předpokladů z nich vyplynulo, že tygři preferují džungli ve střední a vyšší nadmořské výšce, pokud možno dále od lidí, přičemž v umělých plantážích např. palem olejných nebo akácií se téměř nevyskytují.

## Život

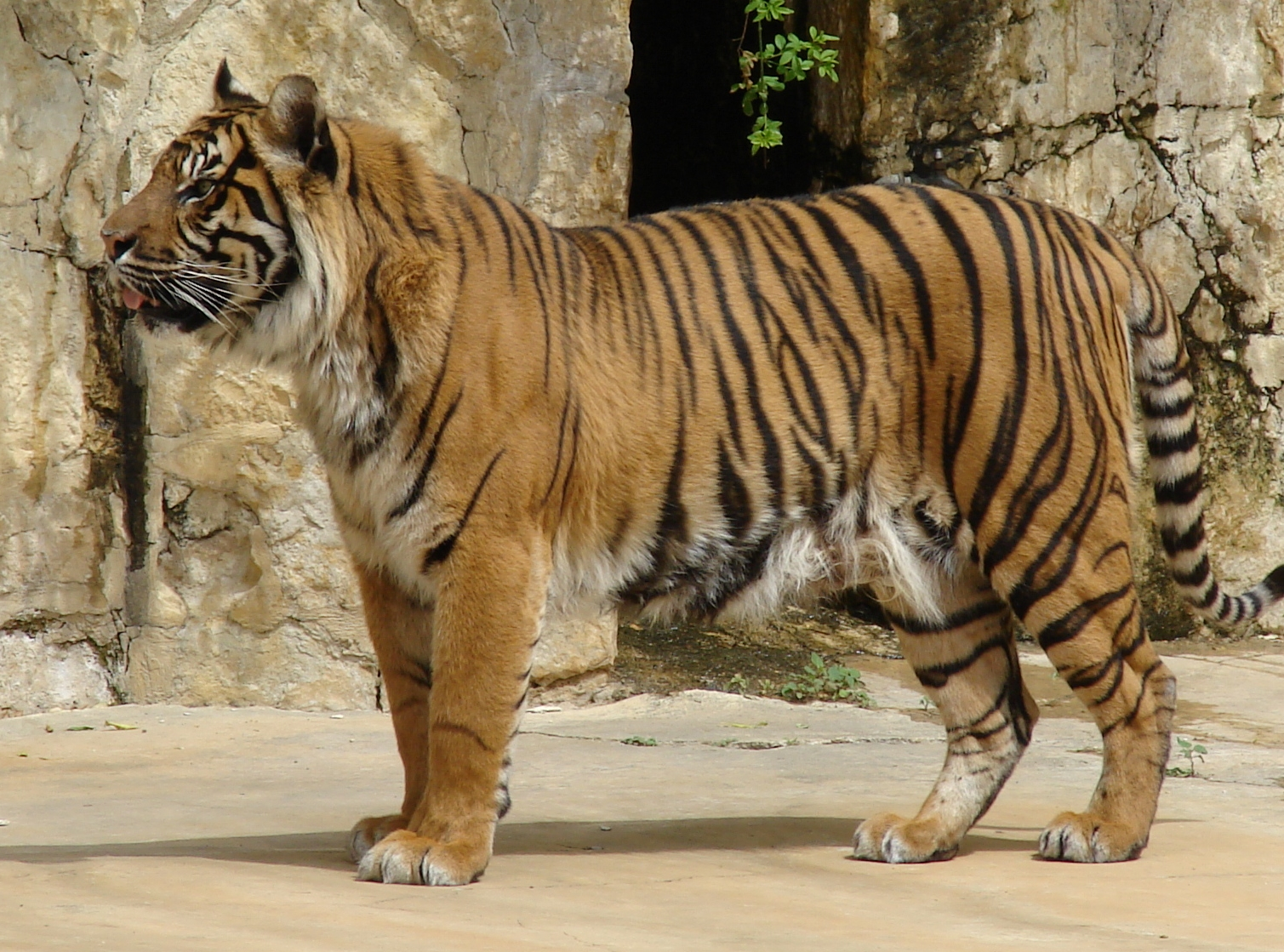
Tygr sumaterský v zoo v San Antoniu

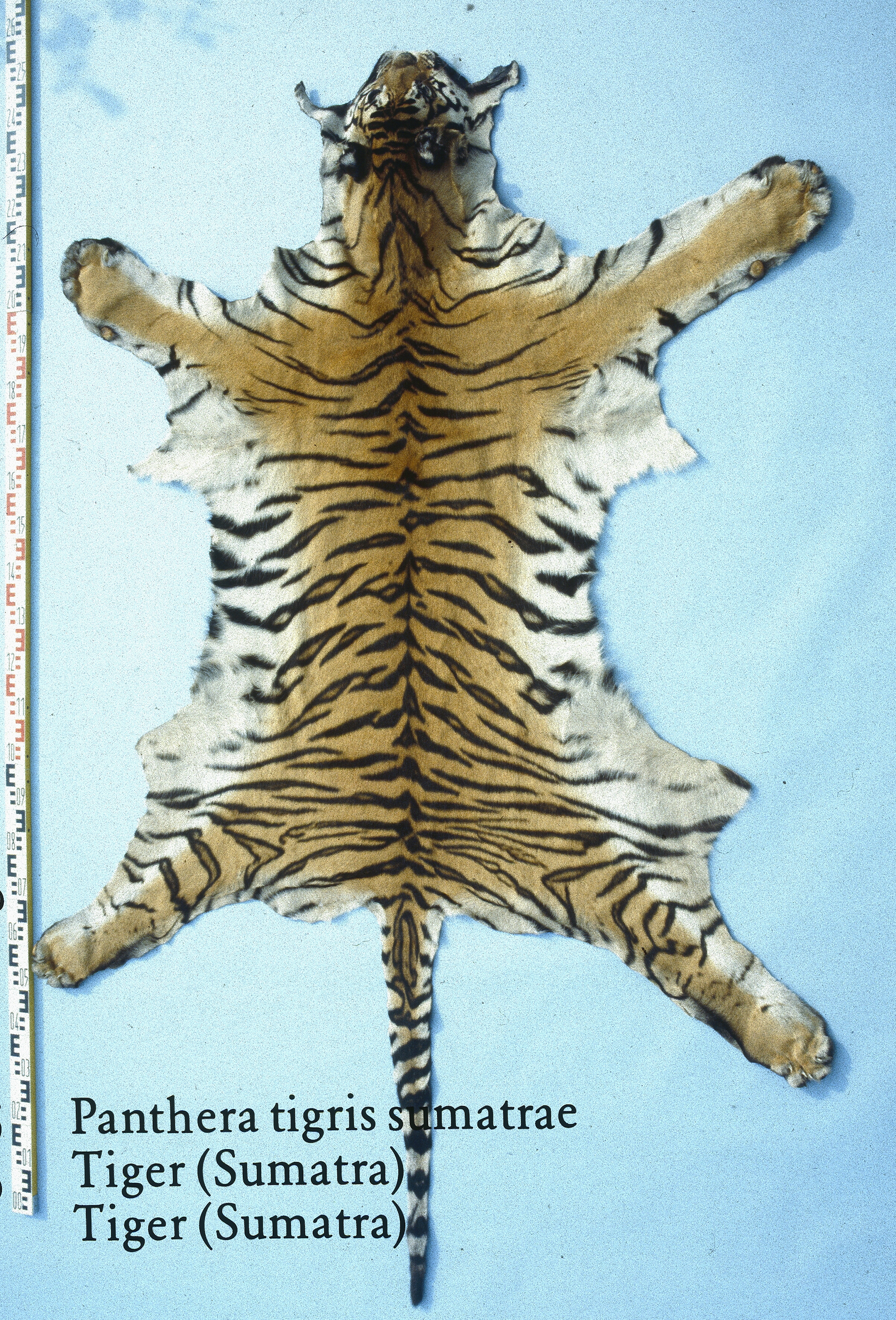
Na asijských trzích je kůže jednou z velmi žádaných částí tygřích těl

Tygři sumaterští dávají přednost životu v hlubokých džunglích, kde je dostatek podrostu a tygři zde uplatní své maskování a tiché přiblížení ke kořisti. Nemají rádi přítomnost člověka a pokud to jde, snaží se mu vyhýbat. Podobně jako ostatní tygři je i tygr sumaterský samotářský lovec a ve svém biotopu vrcholový predátor. Jeho kořistí se stává argus okatý, makak vepří, dikobraz krátkoocasý, tapír čabrakový, divoké prase, kančil větší, kančil menší, muntžak a sambar. Nemusí nutně jít jen o tato zvířata, pokud je to možné, loví v zásadě jakoukoliv dostupnou kořist.
Tygři sumaterští se páří celoročně. Doba březosti trvá 96–112 dní. Samice rodí 1–5 mláďat (nejčastěji 2–3), o něž se stará zhruba 2 roky.

## Ohrožení
Hlavními hrozbami pro tygra sumaterského jsou ztráta životního prostředí v důsledku šíření plantáží palem olejných a akácií, úbytek kořisti a pytlačení. Například v národním parku Bukit Barisan Selatan ubývalo mezi léty 1985 a 1999 každý rok 2 % lesa. V roce 2010 bylo zhruba 70 % parku využíváno k zemědělským účelům. Kerinci Seblat National Park, kde se nachází zřejmě největší tygří populace, čelí podobným problémům. Hlavním strůjcem tohoto stavu je masivní rozšiřování plantáží palem olejných, jež tvoří významnou položku indonéské ekonomiky a jejichž rozsah stoupl v letech 2003 - 2013 pětinásobně.
Zmenšování biotopu vedlo i k nárůstu střetů mezi tygry a lidmi. V letech 1987–1997 zabili tygři 146 lidí a 870 kusů dobytka. Na oplátku bylo usmrceno 265 tygrů a dalších 97 odchyceno. V letech 1998–2002 lidé zabili dalších nejméně 35 tygrů. V letech 2007–2010 způsobili tygři smrt 9 lidí za což zaplatili 25 životy.
Ačkoli jsou přísně chráněni jak v Indonésii, tak mezinárodně, s tygřími částmi těl se na Sumatře stále běžně obchoduje. Jen v roce 1997 bylo odhadnuto, že pytláci ulovili pouze v severní části ostrova 53 tygrů a jejich části rozprodali. Pytláci jsou většinou zároveň farmáři, kteří mají zájem tygry zabíjet jak pro zisk tak kvůli ochraně svého dobytka. Rozsáhlý průzkum provedený na ostrově v roce 2006 ukázal, že z 326 obchodů 33 prodávalo části nejméně 23 tygřích těl. Cena kilogramu kostí dosahuje minimálně 116 dolarů (mimo Sumatru jsou ceny ještě vyšší), tygří kůže asi 2 000 dolarů. Dále se prodávají zuby, vousky, oči a orgány. Tygří části jsou navíc pašovány z Indonésie např. na Tchaj-wan či do Jižní Koreje a používány v tradiční čínské medicíně.

## Ochrana
Indonéská vláda se snaží zajistit tygrům přežití, a to také z toho důvodu, že se jedná o poslední poddruh, který žije na území tohoto státu (tygr balijský a jávský jsou vyhubeni). Kromě jiného zřídili ve spolupráci s Australia Zoo tygří spermbanku v jedné ze zahrad Taman Safari. V oblastech výskytu tygrů, především v přírodních rezervacích, fungují tzv. lesní patroly, které odstraňují oka a jiné pasti nalíčené pytláky. Jen v letech 2000–2010 bylo v Kerinci Seblat National Park zlikvidováno 4433 pastí. Cílem těchto snah je do roku 2020 zdvojnásobit počet tygrů ve volné přírodě.

## Chov v zoo
Na celém světě je v zajetí chováno několik set tygrů sumaterských. V Evropě je chován ve více než 50 zoo. V Česku jej chovají čtyři zoologické zahrady:
- Zoo Brno
- Zoo Jihlava
- Zoo Praha

### Chov v Zoo Praha
První tygři sumaterští obydleli pražskou zoo v roce 1958 a druh zastupovala nejprve jedna samice. První chovný pár byl sestaven v 60. letech 20. století a první mláďata (samečci Adam a Ali) přišla na svět v roce 1971 (rodiče Maja a Radúz 2). Již o dva roky později následoval další úspěšný odchov – samička Balige. V následujících letech se podařilo odchovat ještě dalších devět mláďat. Např. v roce 1994 přišel na svět samec Dustin a o třináct let později jeho syn Falco. 28. července 2013 se narodil sameček (Falcův syn – tedy třetí pražská generace), který musel být kvůli cystické degeneraci ledvin v únoru 2014 utracen.
Nový chovný pár v Zoo Praha od léta 2025 tvoří samice Surya a samec Achilles.
Příběh ochrany tygra sumaterského a historie chovu v Zoo Praha je součástí kampaně Vzácní a jedineční.

## Galerie

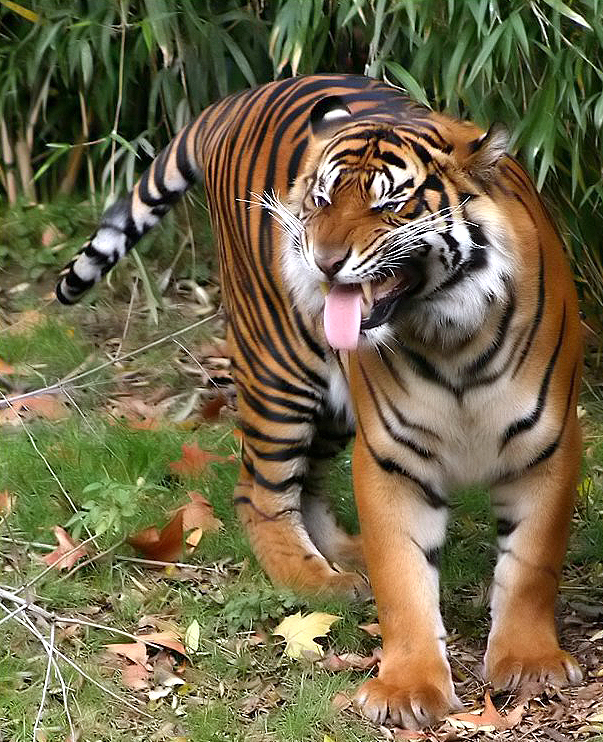
Tygr sumaterský ve Frankfurtské zoo. Vyfotografované gesto pomáhá tygrům větřit
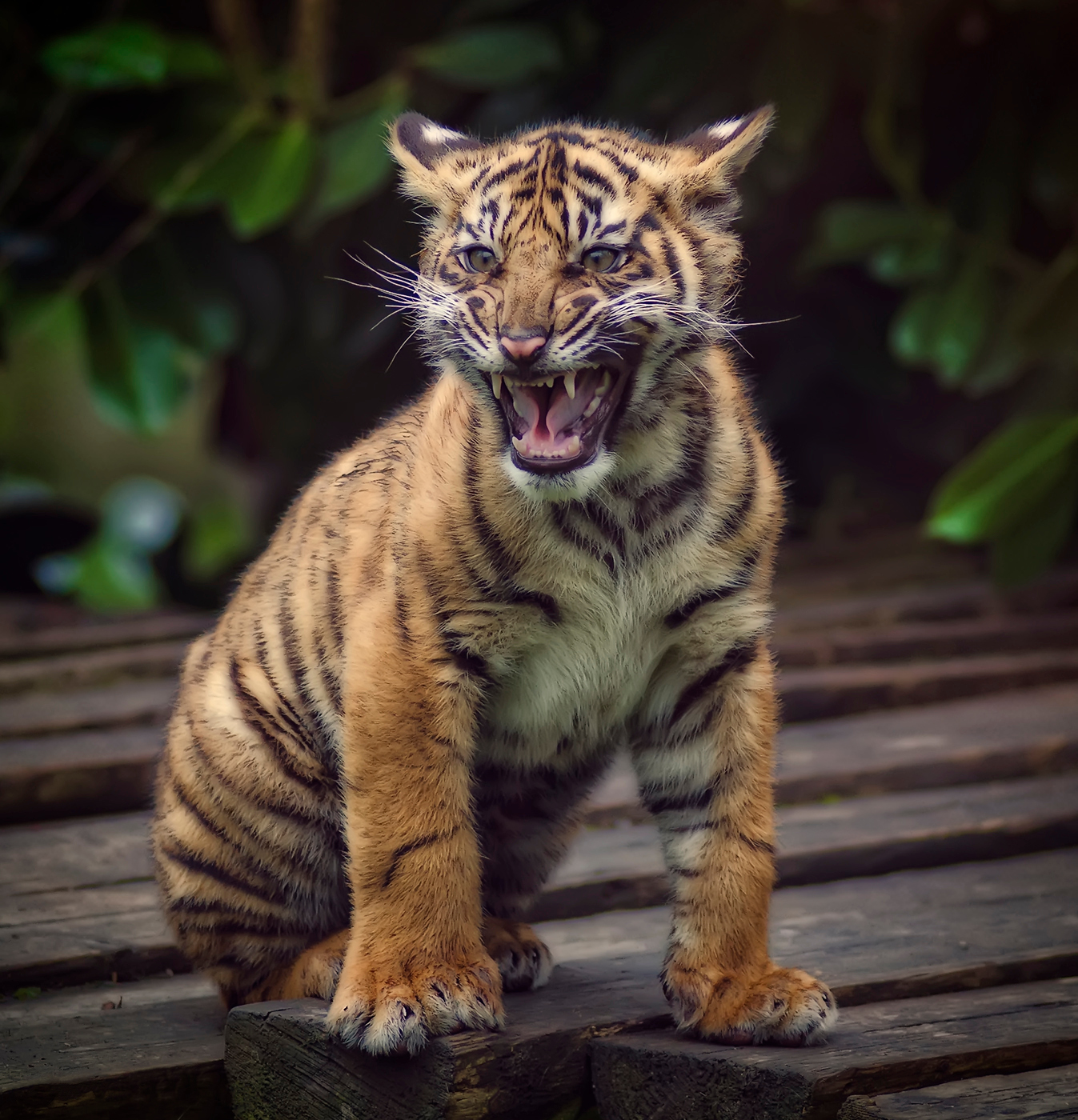
Kotě sumaterského tygra volá matku (Zoo Chester)
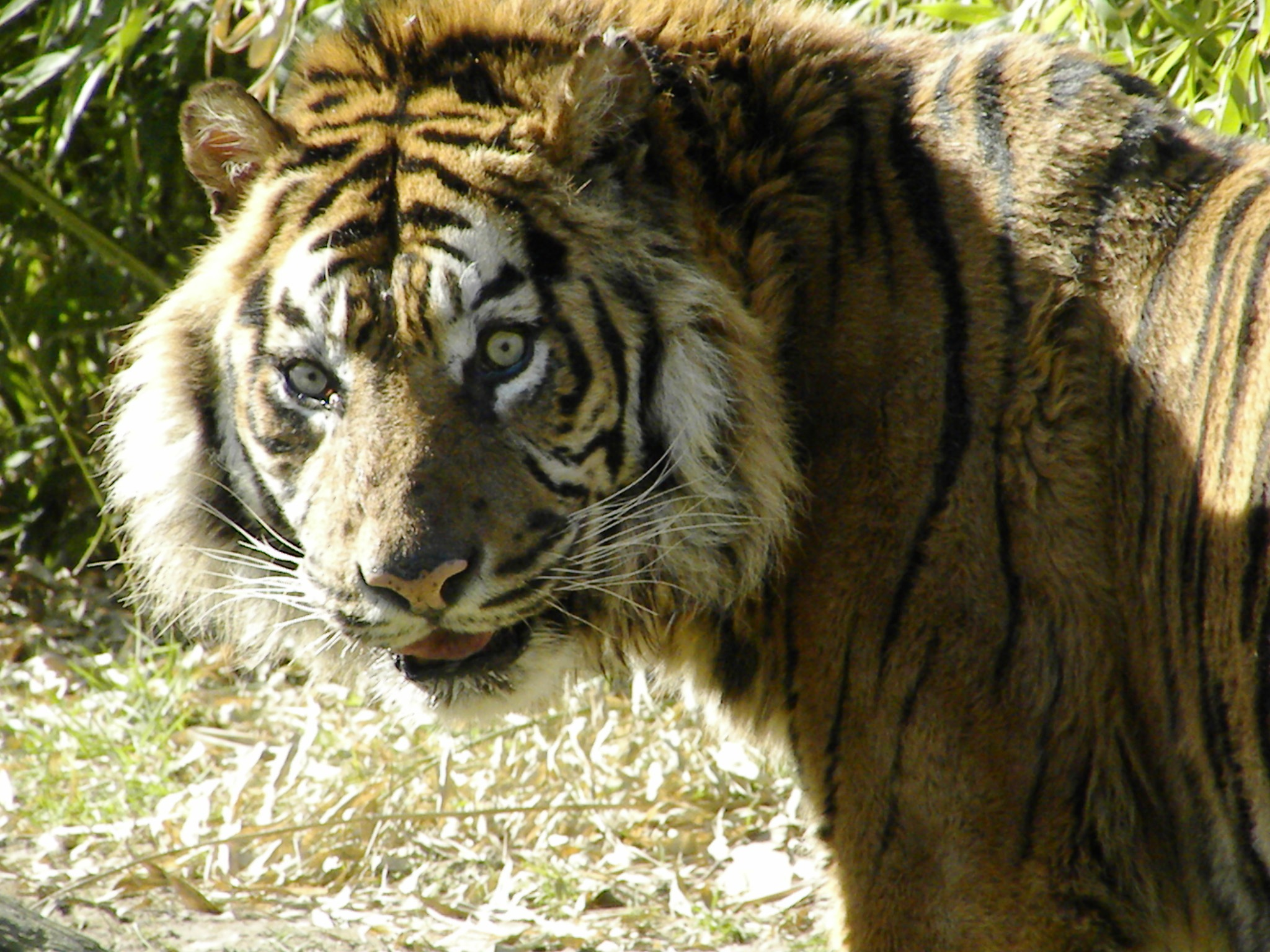
Dospělí samci tygra sumaterského mívají velmi dlouhé licousy, které vytvářejí malou hřívu
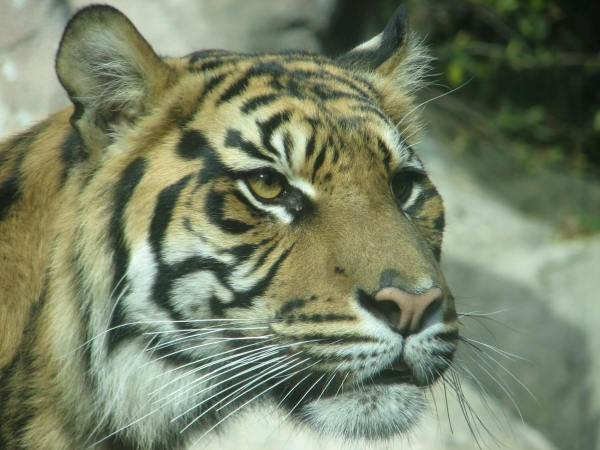
Detail hlavy
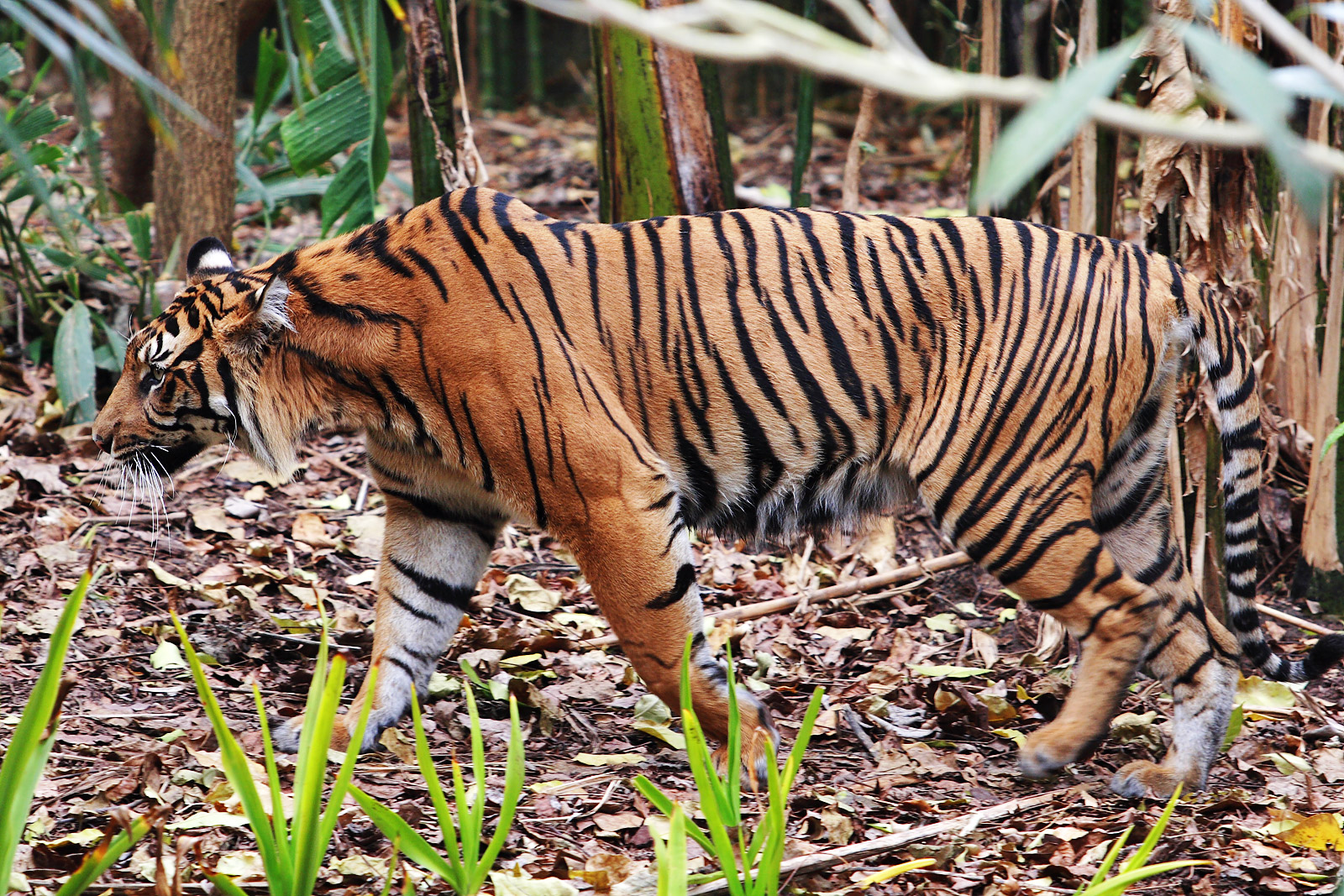
Ukázka tygřího maskování v lese (Zoo Melbourne).
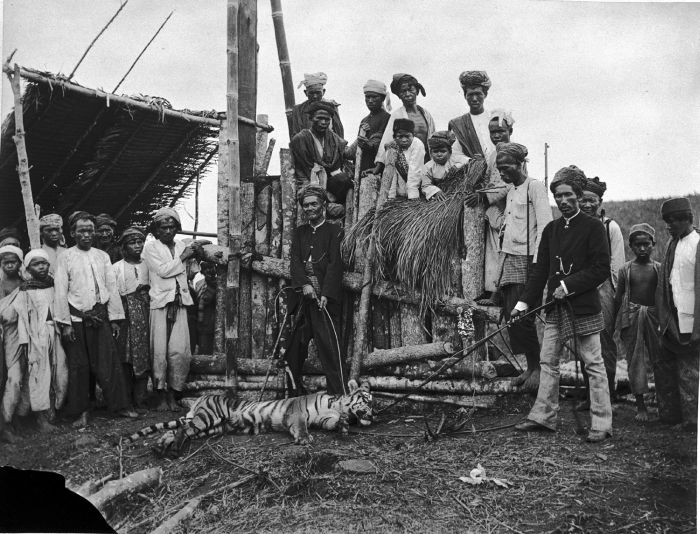
Sumaterští vesničané pózují u zabitého tygra (c. 1895)
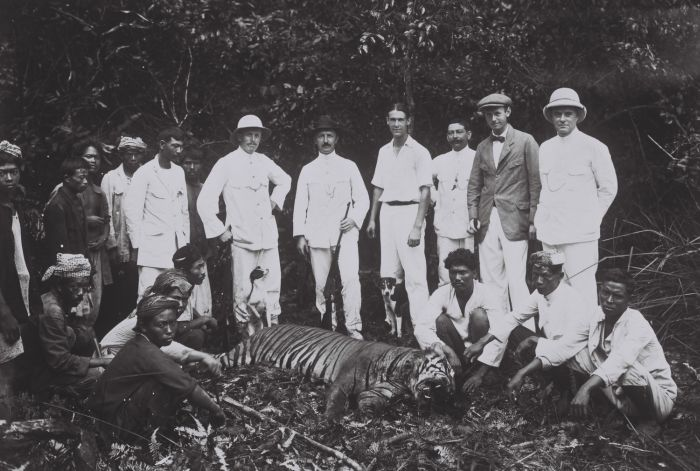
Střílení tygrů bylo oblíbeným „sportem“ holandských kolonistů až do roku 1940
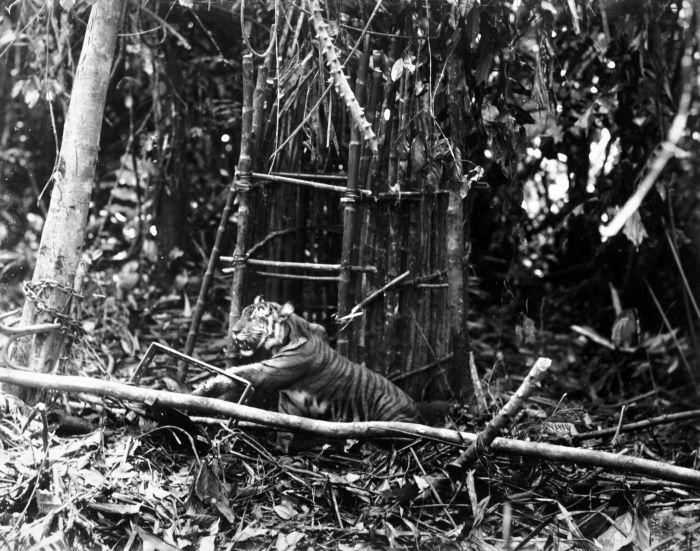
Sumaterský tygr chycený do pasti (c. 1890-1900)
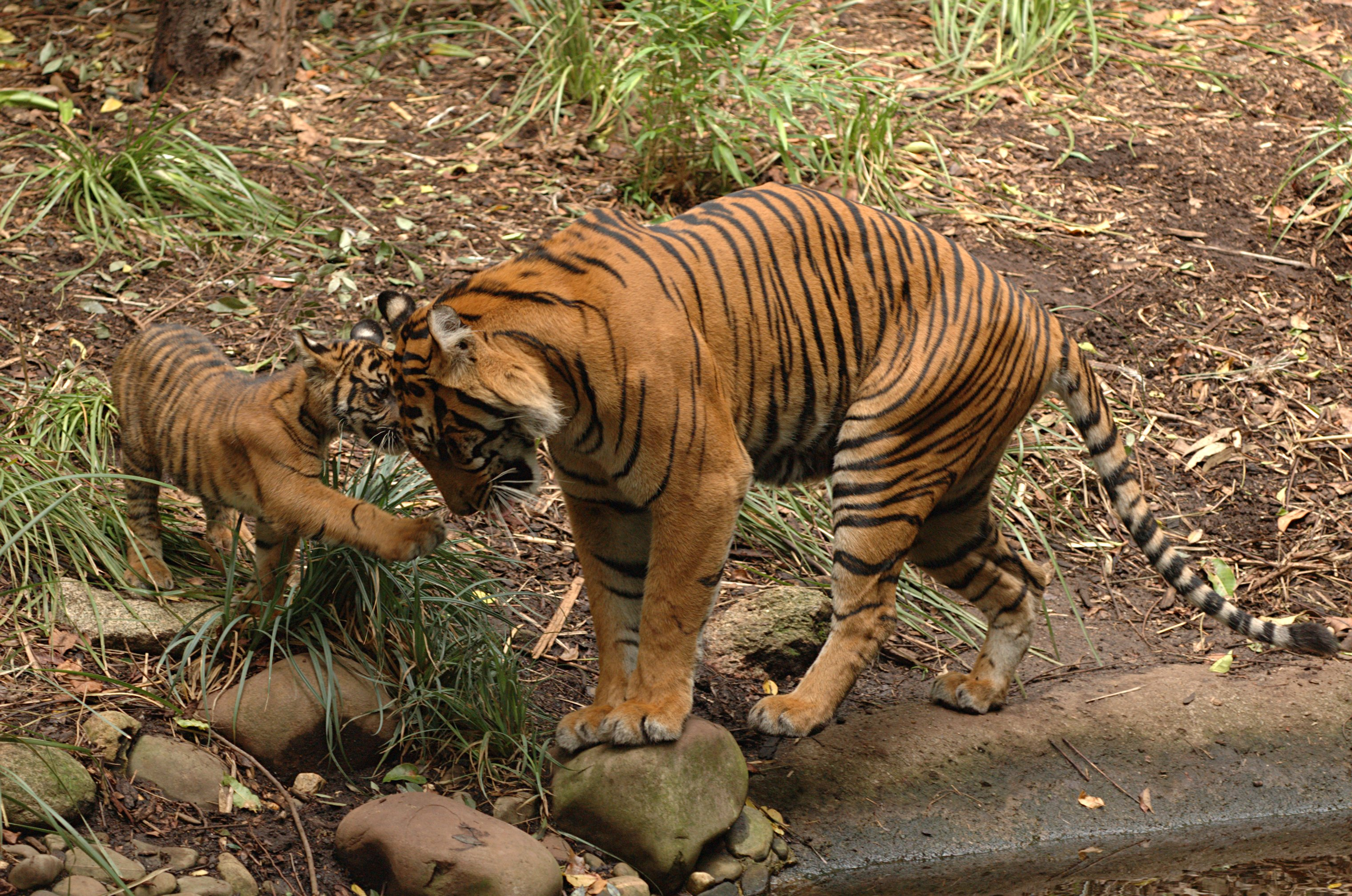
Mládě s odrostlým tygrem (Zoo Melbourne)
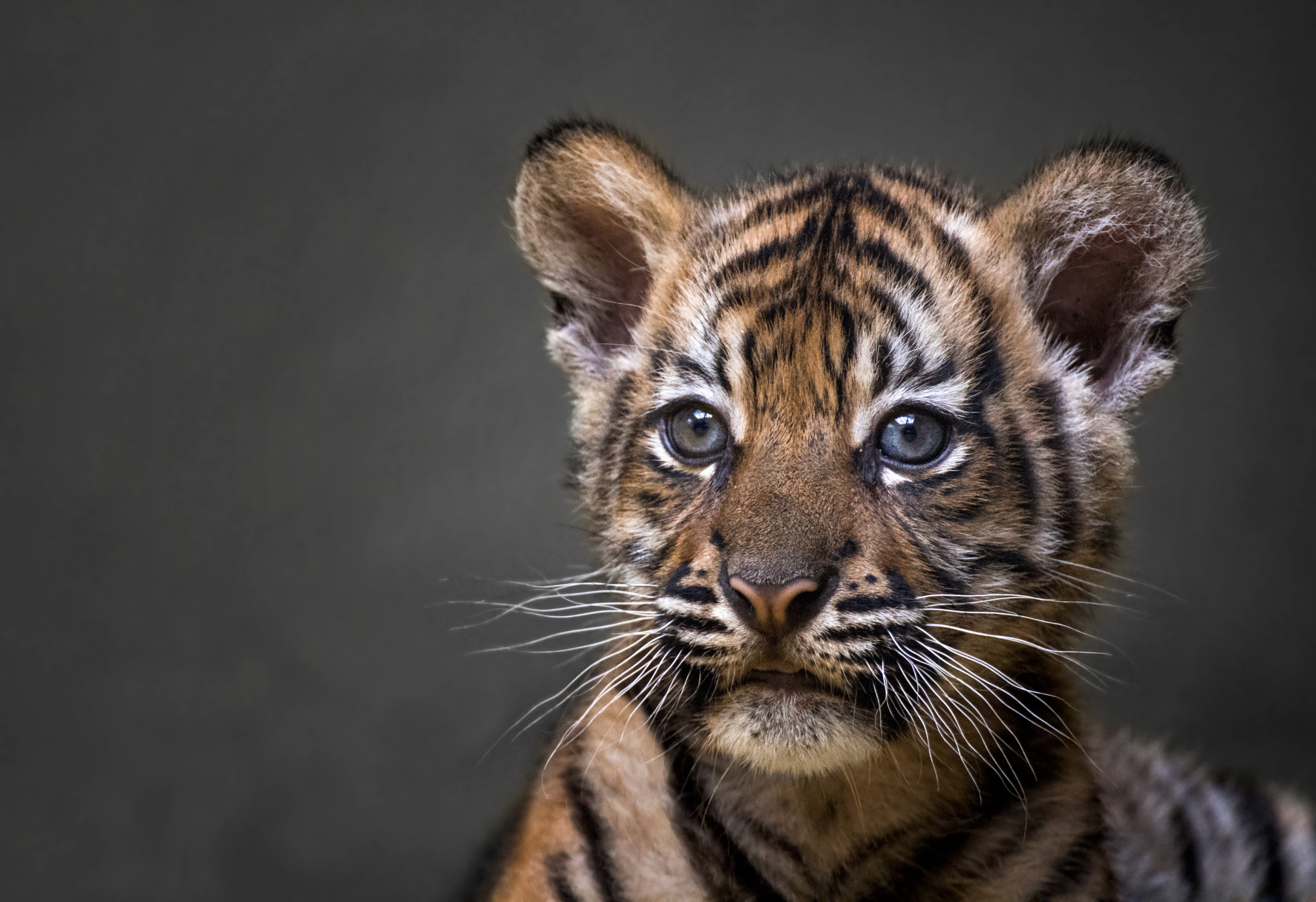
Mládě tygra sumaterského z jihlavské zoo